# Breaking the Waves
Breaking the Waves és una pel·lícula danesa de l'any 1996 amb la que es consagrà el director Lars von Trier.

## Argument
La història transcorre durant els primers anys de la dècada dels '70. La protagonista és una dona jove (Emily Watson) que pertany a una comunitat d'Escòcia que viu a la vora del mar. Aquesta comunitat té forts vincles religiosos, d'accentuat caràcter purità i falocèntric. Les dones no poden parlar a l'església, és a dir, no tenen veu, ni poden participar de certes cerimònies. La pel·lícula comença quan el Consell de l'Església es reuneix per "autoritzar" o no la boda de la protagonista, Bess, amb un estrany. Aquest és Jan (Stellan Skarsgård), que treballa en ple oceà en una plataforma extractora de petroli. Els ancians autoritzen, amb reserves, el casament de Bess.
El dia del casament, l'helicòpter que ha de portar-hi Jan s'atrassa i Bess entra en desesperació davant el temor d'ésser abandonada. Quan finalment hi arriba, ella el rep a cops de puny. Hi ha una festa de bodes en la que els amics del nuvi, alegres i bebedors de cervesa, contrasten amb la parsimònia dels parents i amics locals. Bess riu i hi balla, èbria d'alegria. Una joiosa sexualitat s'instal·la entre ella -verge fins llavors- i el seu espòs. La lluna de mel s'acabà aviat, i Jan havia de tornar al seu treball enmig del mar. La desesperació de Bess és enorme. S'aferra, plora, crida, no vol deixar-lo partir-ne. La separació es compleix i Bess entra en una ansiosa espera de la tornada, que es complirà en unes setmanes.
Abans de conèixer Jan, havia patit una crisi a causa de la mort del seu germà, per la que fou hospitalitzada. La vídua d'aquest germà (Katrin Cartlidge), infermera en l'hospital del poble, i forastera, decidí quedar-s'hi a viure allà per tenir cura i acompanyar Bess. Reprén aquesta cura des de la partida de Jan.
Durant aquesta angustiosa espera de la tornada, l'espectador descobreix que Bess té una particular relació amb un Déu molt estricte. Manté amb ell diàlegs imaginaris en els que ella hi fa les dues veus -la seva pròpia, que sona feble, petita, i la d'un Déu aspre i sever. Ella es parla en nom de Déu.
Quan Jan pateix un terrible accident en la plataforma és traslladat a terra ferma, on Bess ha de cuidar el seu marit invàlid, el que posarà a prova el seu amor i la seva capacitat de superació.
Com que Jan està quadriplèxic, ell tem no poder tenir mai més sexe. Llavors li demana a Bess que tingui sexe amb altres homes, i que li ho expliqui perquè pugui atènyer plaer sexual. Bess tem sobre el seu futur.

## Comentaris
La història guarda similitud amb la posterior pel·lícula d'Isabel Coixet: La vida secreta de les paraules, del 2005.
En aquesta pel·lícula quedà més clar l'influx de Carl Theodor Dreyer sobre Lars von Trier. La temàtica principal de la història és molt similar a la retractada a "La Paraula" (Ordet), tot i que en aquesta ocasió el film té un tint més literari. Alguns crítics han vist ecos de Renée Jeanne Falconetti en la controversa interpretació d'Emily Watson.
Lars von Trier solia referir-se a aquesta pel·lícula afirmant que la idea principal era emprar-hi un estil antagònic al contingut. La intenció que perseguia era potenciar l'efecte d'aquest últim sobre l'espectador.

## Premis i nominacions
- 1996. Gran Premi del Jurat (Festival de Canes)
- 1997. César a la millor pel·lícula estrangera

### Nominacions
- 1996. Palma d'Or
- 1997. Oscar a la millor actriu per Emily Watson
- 1997. Globus d'Or a la millor pel·lícula dramàtica
- 1997. Globus d'Or a la millor actriu dramàtica per Emily Watson
- 1997. BAFTA a la millor actriu per Emily Watson
- 1997. Goya a la millor pel·lícula europea